# Paradise Found
Paradise Found è un film del 2003 diretto da Mario Andreacchio e basato sulla vita del pittore francese Paul Gauguin.